# Wilhelm Schüffner

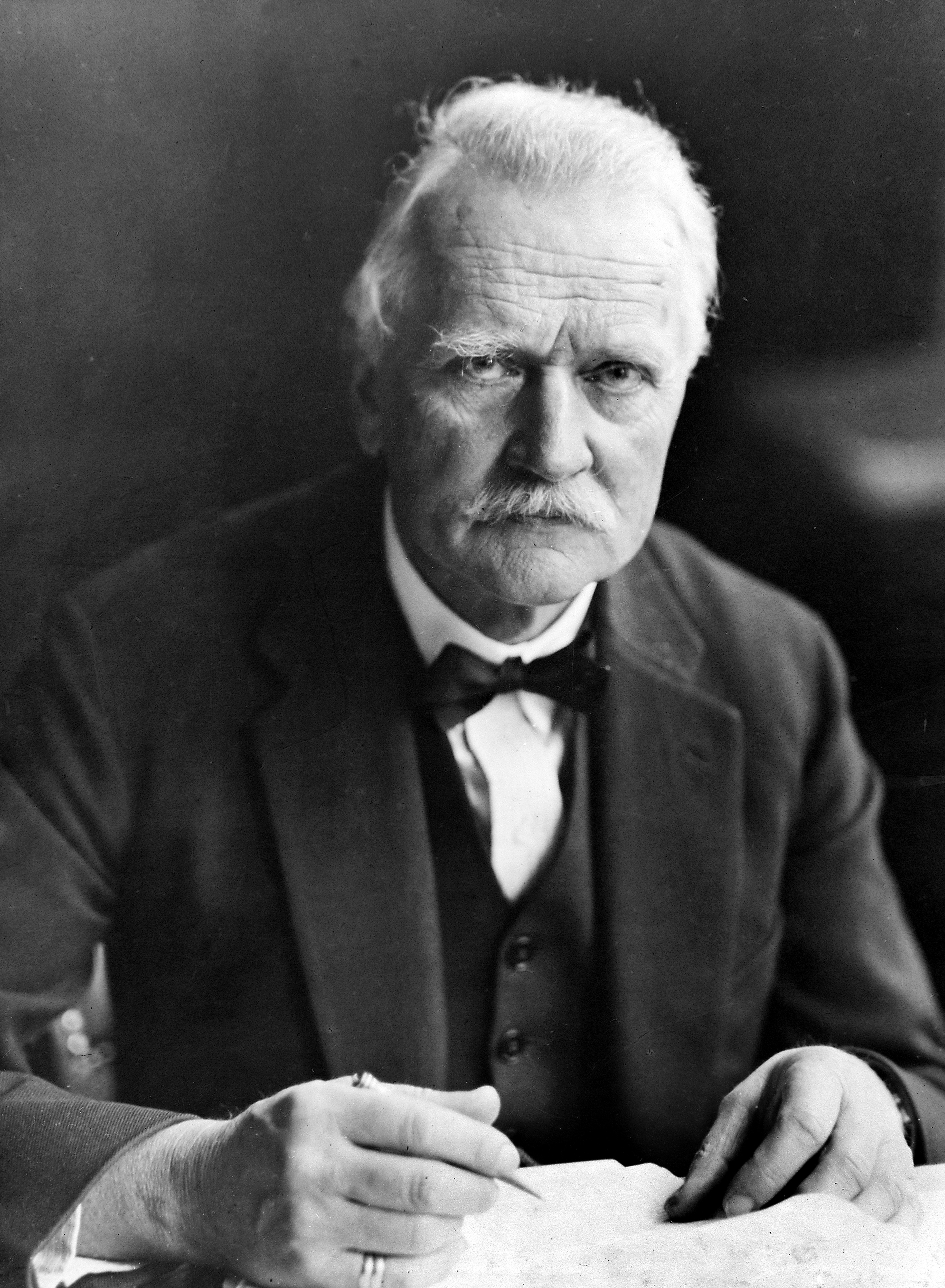

Wilhelm August Paul Schüffner (* 2. Januar 1867 in Gernheim; † 24. Dezember 1949 in Hilversum) war ein deutsch-niederländischer Professor für Mikrobiologie und Immunologie.

## Leben
Schüffner war von 1897 bis 1923 in Niederländisch-Indien tätig, wo er über Malaria forschte.
Er war dort der Chefarzt der Senembah-Maatschappij und setzte sich für bessere Wohn- und Arbeitsbedingungen der Plantagenarbeiter ein.
Mit diesen Verbesserungen auf der Plantage in Deli auf Nordsumatra zeigte er, dass eine verbesserte Hygiene die Malaria eindämmte.
Während seiner Untersuchungen am Malaria-Erreger beobachtete er, dass der Erreger die roten Blutkörperchen vergrößerte und abbasste und prägte damit den Begriff Schüffner-Tüpfelung.
1916 wurde er hygienischer Berater der Kolonialregierung von Niederländisch-Indien.
Am 18. Mai 1926 wurde er in die Königlich Niederländische Akademie der Wissenschaften aufgenommen.
Im Jahre 1935 wurde Schüffner Mitglied der Leopoldina.
Während seiner Zeit in Amsterdam half er Friedrich von Müller bei der Beschreibung der Malaria im Taschenbuch der medizinisch-klinischen Diagnostik.